# 위팔근
위팔근(brachialis muscle 또는 brachialis anticus, Teichmann muscle) 또는 상완근(上腕筋)은 팔 윗부분의 근육으로 팔꿉관절을 굽히는 동작을 한다. 위팔근은 위팔두갈래근보다 깊은 곳에 놓여있고, 위팔두갈래근이 팔꿈치를 구부릴 때 도와주는 협동근(synergist)이다. 팔꿉관절을 굽히는 힘은 위팔두갈래근의 50% 정도 더 강하여, 팔꿈치를 굽힐 때 주된 근육 역할을 한다. 위팔근은 팔오금 부위를 구성하는 요소 중 하나이다.

## 구조
위팔근은 위팔뼈 앞면의 먼쪽 절반에서 일어나며 이는 어깨세모근의 닿는곳 근처이다. 위팔근의 이는곳은 팔꿉관절에서 위팔뼈의 관절면 모서리에 2.5cm까지 이른다. 위팔근의 섬유는 굵은 힘줄로 모여 자뼈거친면과 갈고리돌기 앞면의 오목한 부분에 닿는다.

### 혈액 공급
위팔근은 위팔동맥의 근육가지와 노쪽되돌이동맥에 의해 혈액을 받는다.

### 신경 분포
근육피부신경은 위팔근보다 얕은쪽에서 위팔근과 위팔두갈래근 사이를 주행하며, 위팔근을 지배한다. 그러나 70 ~ 80%의 사람들에서 위팔근은 노신경에 의해서 이중으로 신경 지배를 받는다. 두 신경의 분포 영역이 나뉘는 기준은 어깨세모근 닿는곳이다.

## 변이
가끔 근육이 두 개 존재한다. 손뒤침근, 원엎침근, 위팔두갈래근, 두갈래근널힘줄, 노뼈로 가는 추가적인 근육 슬립은 더 드물게 발견된다.

## 기능
위팔근은 팔꿉관절에서 팔을 굽힌다. 위팔두갈래근과 달리 위팔근은 노뼈에 닿지 않으므로 아래팔의 엎침이나 뒤침에 관여하지 않는다.

## 역사

### 어원
고대 라틴어에서 'bracchialis'는 '팔의' 또는 '팔에 속한'을 뜻하며 '팔'을 뜻하는 고대 라틴어 단어인 'bracchium'에서 파생된 단어이다. 'Musculus brachialis'라는 표현은 현대의 공식적인 해부학 용어 표준인 Terminologia Anatomica에서 사용된다.

## 추가 이미지

빨간색으로 표시된 위팔근
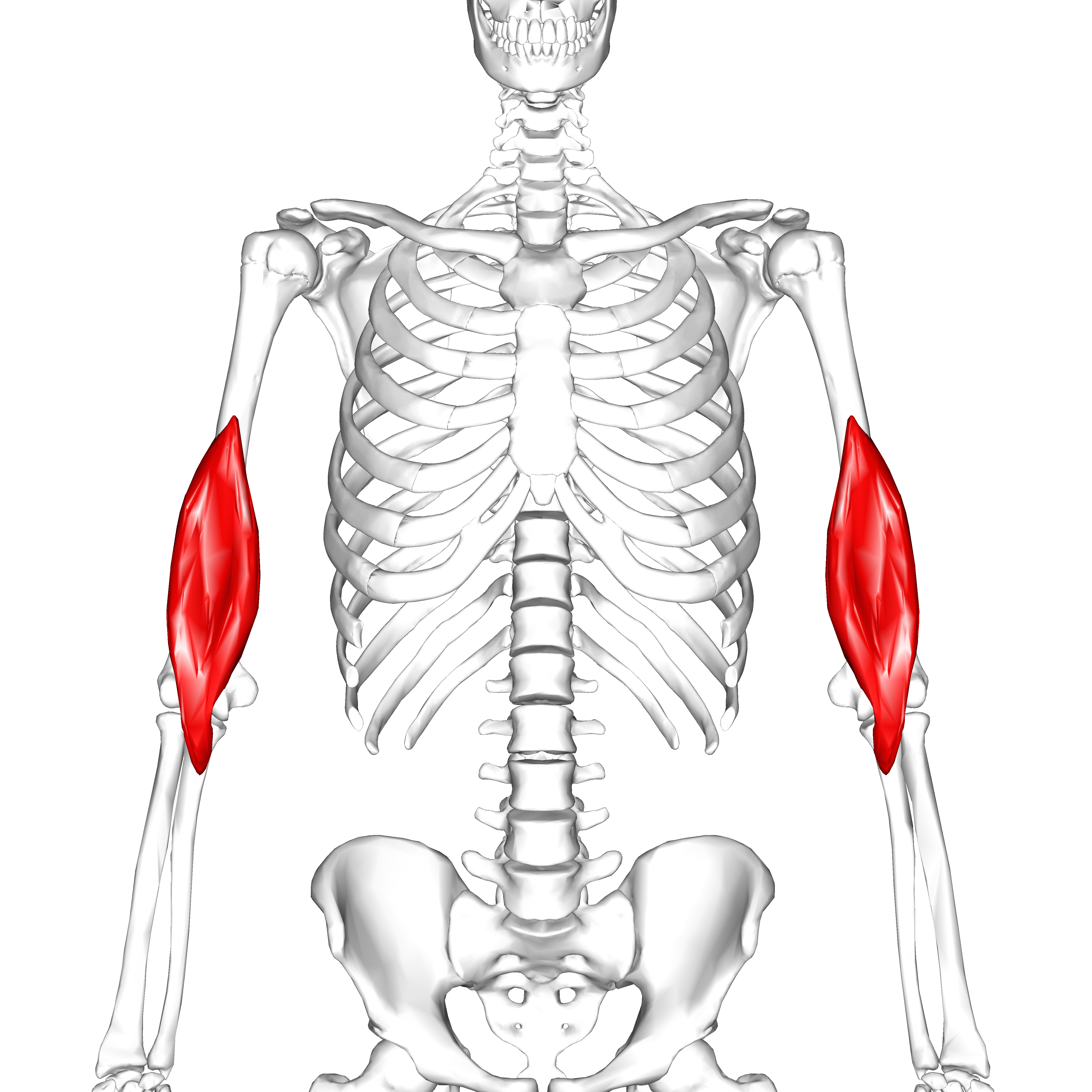
위팔근
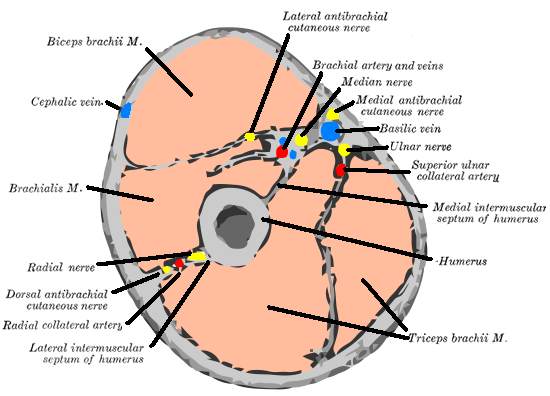
위팔 중간의 단면. 위팔근은 중간 왼쪽에 표시되어 있다.
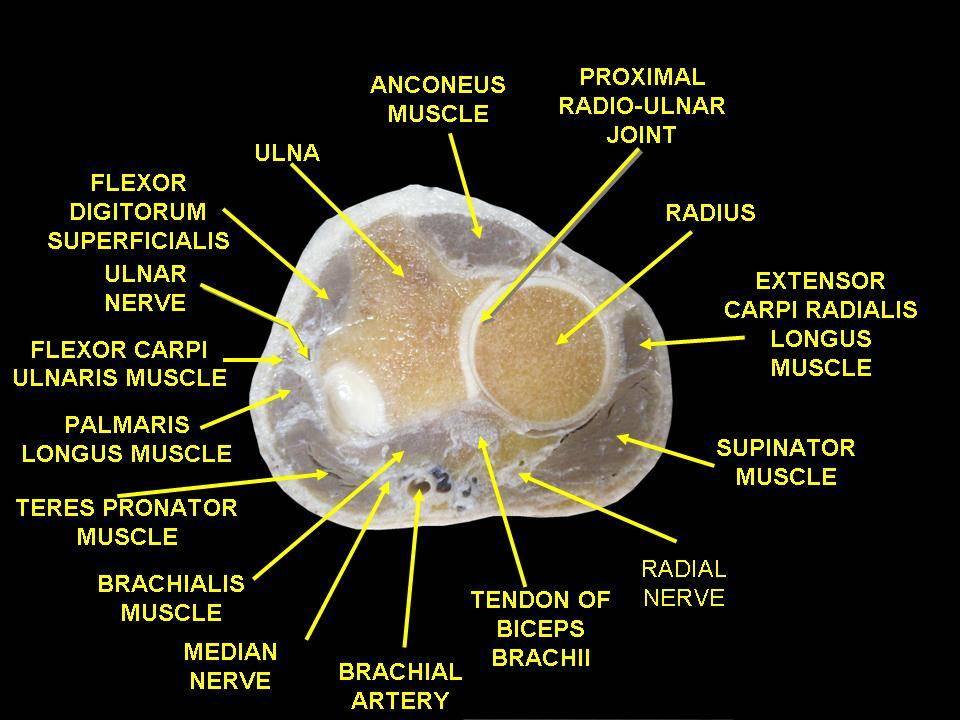
아래팔의 근육들. 위팔근 힘줄이 닿는 위치가 왼쪽 하단에 표시되어 있다.
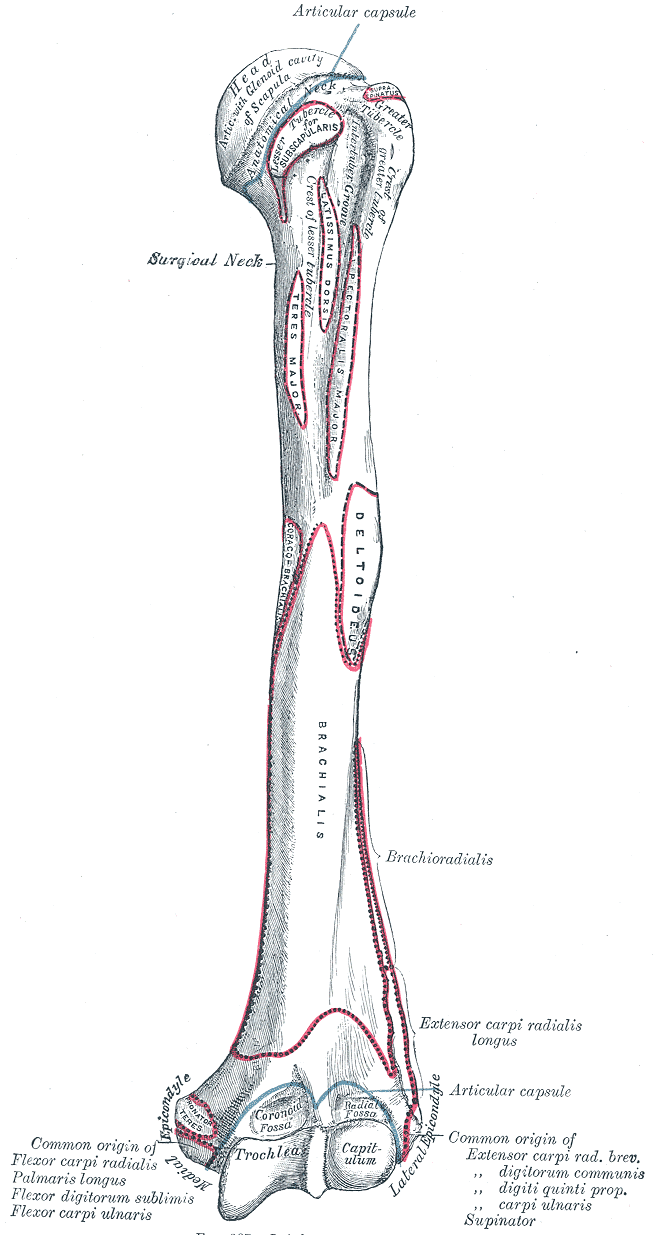
앞에서 본 왼쪽 위팔뼈
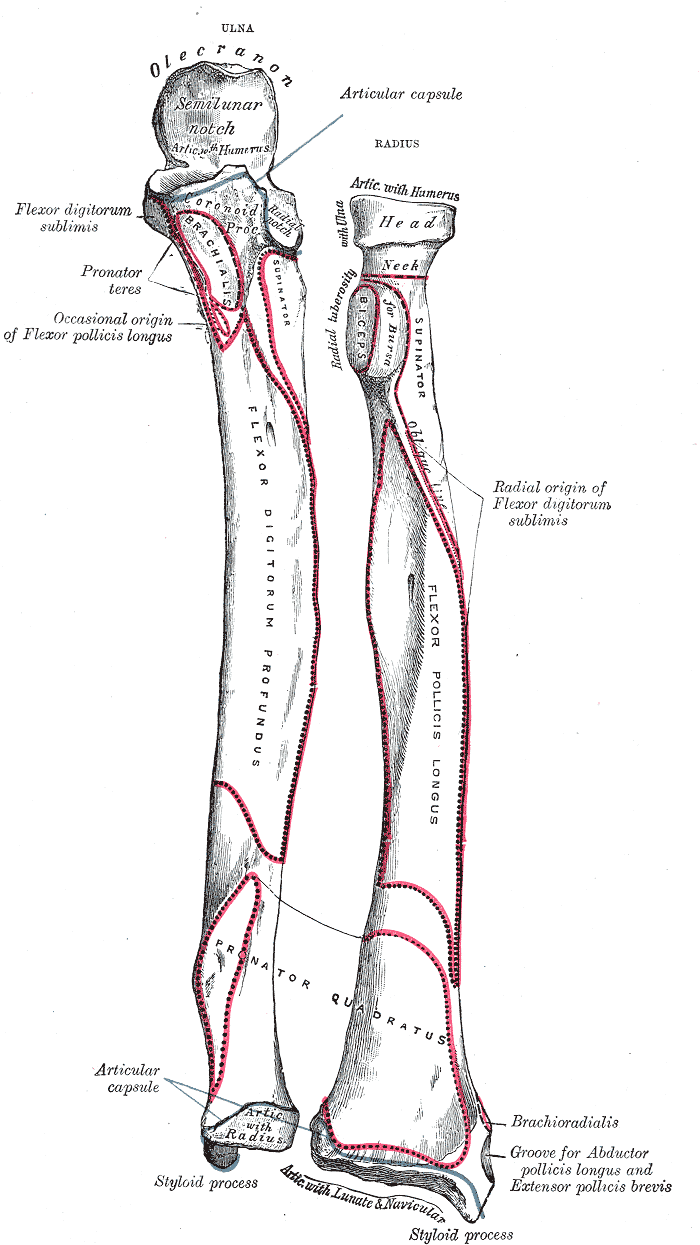
앞에서 본 왼쪽 아래팔의 골격
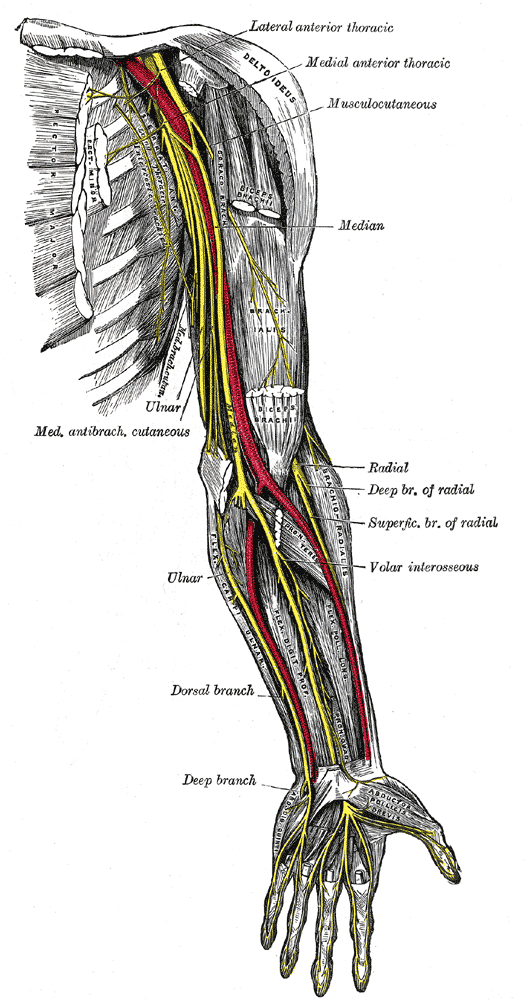
왼쪽 상지의 신경
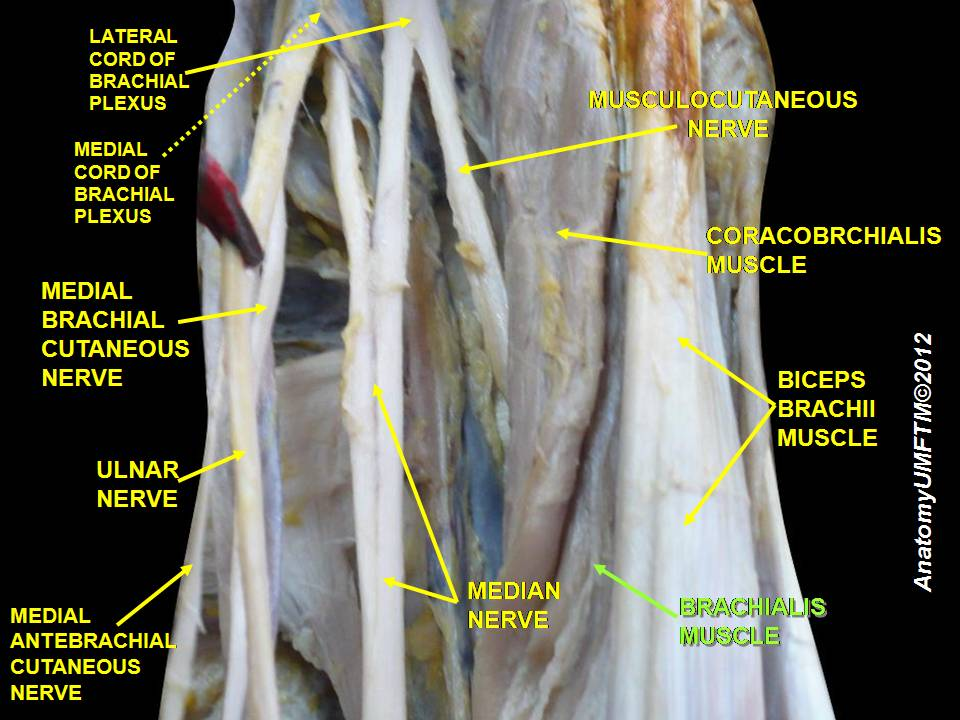
초록색 글씨로 표시된 위팔근